# Masoud Keshmiri
Masoud Keshmiri (persan : مسعود کشمیری) est un membre de l'Organisation des moudjahiddines du peuple iranien qui a infiltré le Parti de la république islamique et gravi les échelons, atteignant le poste de secrétaire du Conseil suprême de sécurité nationale, avant de poser une bombe dans sa mallette qui a fait sauter le bureau du premier ministre le 30 août 1981,. 
Les victimes de l'explosion étaient entre autres le président Mohammad Ali Radjaï et le premier ministre Mohammad Javad Bahonar.
Il a été d'abord admis que Keshmiri lui-même était mort dans l'explosion, mais il a été révélé plus tard qu'il avait réussi à s'échapper.